# Madame X (2021)
Madame X é um filme estadunidense de 2021, dos gêneros documentário e musical, que narra a vida da cantora e compositora estadunidense Madonna durante sua turnê Madame X Tour. Escrito e produzido pela própria cantora, o filme foi gravado durante seu shows em Lisboa, Portugal, em 2020, no Coliseu dos Recreios, e foi dirigido por Ricardo Gomes e SKNX (Sasha Kasiuha e Nuno Xico).
A première oficial do filme foi realizada em 23 de setembro de 2021, na boate Paradise Club, localizada no topo do hotel Times Square Edition, na cidade de Nova Iorque, nos Estados Unidos, e o filme foi lançado na Paramount+ em 8 de outubro de 2021, e na MTV em regiões onde a Paramount+ não está disponível. Um álbum ao vivo, intitulado Madame X: Music from the Theater Xperience, foi lançado no mesmo dia do filme.

## Produção
Madonna lançou seu décimo quarto álbum de estúdio, Madame X, em 14 de junho de 2019, enquanto morava em Lisboa, Portugal. Ela se inspirou para escrever o álbum depois de frequentemente ser convidada para "sessões de sala de estar" com músicos locais tocando fado, morna e samba. Ela também trouxe esses músicos ao palco da Madame X Tour, uma turnê de shows, exclusivamente no teatros, para promover o álbum. A turnê foi realizada em 10 cidades da América do Norte e Europa, entre 17 de setembro de 2019 e 8 de março de 2020, e arrecadou mais de US$ 51,4 milhões em vendas de ingressos.
Em 12 de janeiro de 2020, a produtora de serviços de Lisboa Krypton International publicou, através da sua conta oficial do Instagram, uma imagem de um "All Stage Access Pass" para a noite da turnê em Lisboa, que ocorreria naquele dia, seguida da informação de que eles iriam filmar e gravar aquele show. Durante fevereiro de 2021, após meses lançando teasers do processo de edição, de sua casa, Madonna regravou elementos específicos do show para o filme. Em 14 de abril de 2021, ela postou em sua conta oficial do Facebook que uma exibição privada do projeto de filme Madame X havia sido realizada em um cinema com 500 lugares.

## Lançamento e promoção
O filme foi exibido em três eventos de exibição exclusivos: em 8 de outubro no cinema Le Grand Rex, em Paris, na França, 9 de outubro no NiteOwl Drive-In, em Miami, Estados Unidos, e em 10 de outubro no TCL Chinese Theatre, em Los Angeles, nos Estados Unidos. Em 8 de outubro, Madonna participou do talk show The Tonight Show with Jimmy Fallon para promover o filme. Mais tarde, ela fez uma apresentação surpresa no bairro de Harlem, em Nova Iorque, nos Estados Unidos, cantando "Dark Ballet", "Crazy", "Sodade", e "La Isla Bonita" no restaurante The Red Rooster, e mais tarde caminhou pelas ruas cantando "Like a Prayer" em frente à Igreja Episcopal de Santo André.

## Recepção crítica
Em geral, Madame X recebeu críticas positivas dos críticos. No agregador de resenhas Rotten Tomatoes, Madame X tem um índice de aprovação de 67%, com base em 6 resenhas de críticos. No Metacritic, que atribui uma classificação média ponderada, o filme recebeu uma pontuação média de 62 de 100, com base em 4 críticos, indicando "críticas, no geral, favoráveis". Mick LaSalle, do jornal San Francisco Chronicle, elogiou o filme pela capacidade de Madonna de se reinventar e ter novas ideias, e o descreveu como "algo entre um sucesso e um triunfo". John DeFore, da revista The Hollywood Reporter, elogiou sua variedade visual, mas descreveu o setlist como "voltado para o material menos importante". Em uma crítica negativa, Owen Gleiberman, da revista Variety, criticou o tom sério do filme e o uso de canções do álbum Madame X.

## Música
Madame X: Music from the Theatre Xperience é o sexto álbum ao vivo da cantora e compositora estadunidense Madonna, lançado como um álbum digital pela Warner Records em 8 de outubro de 2021, em todas as plataformas de streaming. É o primeiro lançamento de Madonna com a Warner desde Sticky & Sweet Tour, de 2010.

### Lista de faixas
| Madame X: Music from the Theater Xperience |                                               | |         |  |
| N.º                                        | Título                                        | Compositor(es)                                                                                                 | Duração |  |
| 1.                                         | "Intro"                                       | Madonna Dave Hall Shawn McKenzie Kevin McKenzie Michael Deering Mirwais Ahmadzaï Jason Evigan Brittany Hazzard | 1:38    |  |
| 2.                                         | "God Control"                                 | Madonna Ahmadzaï Casey Spooner                                                                                 | 5:59    |  |
| 3.                                         | "Dark Ballet"                                 | Madonna Ahmadzaï                                                                                               | 4:33    |  |
| 4.                                         | "Human Nature"                                | Madonna Hall S. McKenzie K. McKenzie Deering                                                                   | 7:03    |  |
| 5.                                         | "Vogue"                                       | Madonna Shep Pettibone                                                                                         | 4:11    |  |
| 6.                                         | "I Don't Search I Find"                       | Madonna Ahmadzaï                                                                                               | 4:45    |  |
| 7.                                         | "American Life"                               | Madonna Ahmadzaï                                                                                               | 4:18    |  |
| 8.                                         | "Batuka"                                      | Madonna Ahmadzaï David Banda                                                                                   | 6:17    |  |
| 9.                                         | "Fado Pechincha" (com part. de Gaspar Varela) | João Linhares Barbosa D. João Barnabé de Noronha                                                               | 1:41    |  |
| 10.                                        | "Killers Who Are Partying"                    | Madonna Ahmadzaï                                                                                               | 4:34    |  |
| 11.                                        | "Crazy"                                       | Madonna Evigan Hazzard Mike Dean                                                                               | 4:48    |  |
| 12.                                        | "Welcome to My Fado Club"                     | Madonna Patrick Leonard Bruce Gaitsch                                                                          | 1:52    |  |
| 13.                                        | "Medellín"                                    | Madonna Ahmadzaï Juan Luis Londoño Edgar Barrera                                                               | 6:32    |  |
| 14.                                        | "Extreme Occident"                            | Madonna Ahmadzaï                                                                                               | 3:45    |  |
| 15.                                        | "Breathwork"                                  | Madonna Pettibone                                                                                              | 3:21    |  |
| 16.                                        | "Frozen"                                      | Madonna Leonard                                                                                                | 6:17    |  |
| 17.                                        | "Come Alive"                                  | Madonna Jeff Bhasker Hazzard Dean                                                                              | 5:34    |  |
| 18.                                        | "Future"                                      | Madonna Thomas Pentz Hazzard Clément Picard Maxine Picard Quavious Marshall                                    | 4:00    |  |
| 19.                                        | "Like a Prayer"                               | Madonna Leonard                                                                                                | 5:09    |  |
| 20.                                        | "I Rise"                                      | Madonna Evigan Hazzard                                                                                         | 6:19    |  |
| Duração total:                             | Duração total:                                | Duração total:                                                                                                 | 92:37   |  |

Notas
- "Intro" consiste em "Madame X Manifesto" tocada por cima de "I Don't Search I Find" (Honey Dijon Remix). Há também um segmento do discurso feito por Madonna ao receber o Prêmio Mulher do Ano no Billboard Women in Music de 2016.
- "Human Nature" cntém uma versão à capela de "Express Yourself", bem como um discurso com participação de suas filhas Estere, Stella e Mercy James.
- "Welcome to my Fado Club" contém elementos de "La Isla Bonita", "Medellín", e "Sodade".
- "Breathwork" é um interlúdio de dança de "Rescue Me".
- "Future" contém um segundo verso solo.